# Bob Wills

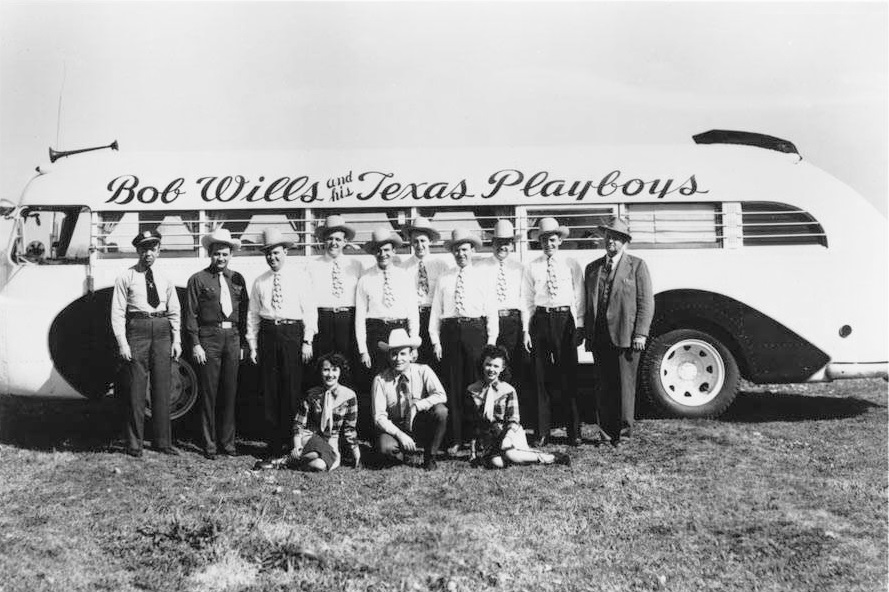
Bob Wills & his Texas Playboys

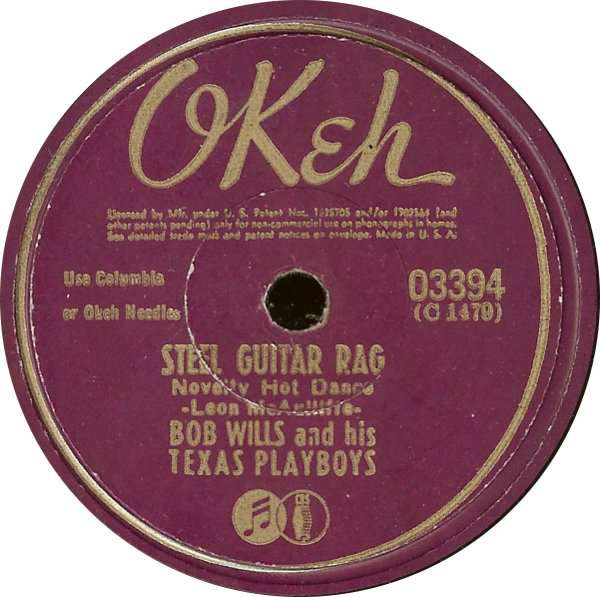
"Steel Guitar Rag" – singel med Bob Wills & his Texas Playboys

James Robert Wills, känd som Bob Wills, född 6 mars 1905 utanför Kosse i Limestone County i Texas, död 13 maj 1975 i Fort Worth i Texas, var en amerikansk western swing-musiker, låtskrivare och orkesterledare. Han anses ha varit med och utformat western swing-stilen.
1968 valdes han in i Country Music Hall of Fame, och artister som Waylon Jennings och Rolling Stones har till hans ära spelat sången "Bob Wills is Still the King" under sina livekonserter.

## Diskografi
Album
| År   | Album                                             | Amerikanska countrylistan | Skivmärke      |
| ---- | ------------------------------------------------- | ------------------------- | -------------- |
| 1960 | Together Again (med Tommy Duncan)                 |                           | Liberty        |
| 1961 | A Living Legend                                   |                           | Liberty        |
| 1961 | Mr. Words & Mr. Music (med Tommy Duncan)          |                           | Liberty        |
| 1963 | Bob Wills Sings and Plays                         |                           | Liberty        |
| 1965 | Bob Wills Keepsake Album No. 1                    |                           | Longhorn       |
| 1966 | From the Heart of Texas                           | 33                        | Kapp           |
| 1967 | King of Western Swing                             | 43                        | Kapp           |
| 1968 | Here's That Man Again                             | 24                        | Kapp           |
| 1974 | For the Last Time                                 | 28                        | United Artists |
| 1975 | The Best of Bob Wills Vol. II                     | 36                        | MCA            |
| 1976 | Remembering...The Greatest Hits of Bob Wills      | 46                        | Columbia       |
| 1976 | Bob Wills and His Texas Playboys in Concert       | 44                        | Capitol        |
| 1977 | 24 Great Hits by Bob Wills and His Texas Playboys | 39                        | MGM            |

Singlar
| År   | Singel                                   | Amerikanska countrylistan | Skivmärke      |
| ---- | ---------------------------------------- | ------------------------- | -------------- |
| 1935 | "Osage Stomp (Rukus Juice Shuffle)"      |                           | Vocalion 03096 |
| 1935 | "Good Old Oklahoma"                      |                           | Vocalion 3086  |
| 1935 | "Spanish Two Step"                       |                           | Vocalion 03230 |
| 1935 | "I'm Sitting on Top of the World"        |                           | Vocalion 3139  |
| 1936 | "Wang Wang Blues"                        |                           | Vocalion 03173 |
| 1936 | "Steel Guitar Rag"                       |                           | Vocalion 03394 |
| 1936 | "Right or Wrong"                         |                           | Vocalion 03451 |
| 1937 | "Playboy Stomp"                          |                           | Vocalion 03763 |
| 1937 | "I'm a Ding Dong Daddy from Dumas"       |                           | Vocalion 03659 |
| 1938 | "Maiden's Prayer"                        |                           | Vocalion 03924 |
| 1938 | "Ida Red"                                |                           | Vocalion 05079 |
| 1938 | "San Antonio Rose"                       |                           | Vocalion 04755 |
| 1938 | "Beaumont Rag"                           |                           | Vocalion 04999 |
| 1940 | "Corrine, Corrina"                       |                           | OKeh 06530     |
| 1940 | "New San Antonio Rose"                   |                           | OKeh 6894      |
| 1940 | "Time Changes Everything"                |                           | OKeh 05753     |
| 1941 | "Maiden's Prayer"                        |                           | OKeh 06205     |
| 1941 | "Take Me Back to Tulsa"                  |                           | OKeh 06101     |
| 1941 | "My Life's Been a Pleasure"              |                           | OKeh 06676     |
| 1941 | "Cherokee Maiden"                        |                           | OKeh 06568     |
| 1941 | "Dusty Skies"                            |                           | OKeh 06598     |
| 1942 | "If You're from Texas"                   |                           | OKeh 6722      |
| 1942 | "Let's Ride with Bob"                    |                           | OKeh 6692      |
| 1943 | "Home In San Antone"                     |                           | OKeh 6710      |
| 1944 | "New San Antonio Rose"                   | 3                         | OKeh 5694      |
| 1944 | "We Might as Well Forget It"             | 2                         | OKeh 6722      |
| 1944 | "You're from Texas"                      | 2                         | OKeh 6722      |
| 1945 | "Smoke on the Water"                     | 1                         | OKeh 6736      |
| 1945 | "Hang Your Head in Shame"                | 3                         | OKeh 6736      |
| 1945 | "Stars and Stripes on Iwo Jima"          | 1                         | OKeh 6742      |
| 1945 | "You Don't Care What Happens to Me"      | 5                         | OKeh 6742      |
| 1945 | "Texas Playboy Rag"                      | 2                         | Columbia 36841 |
| 1945 | "Silver Dew on the Blue Grass Tonight"   | 1                         | Columbia 36841 |
| 1946 | "White Cross on Okinawa"                 | 1                         | Columbia 36881 |
| 1946 | "New Spanish Two Step"                   | 1                         | Columbia 16966 |
| 1946 | "Roly Poly"                              | 3                         | Columbia 16966 |
| 1946 | "Stay a Little Longer"                   | 2                         | Columbia 37097 |
| 1946 | "I Can't Go on This Way"                 | 4                         | Columbia 37097 |
| 1947 | "I'm Gonna Be Boss from Now On"          | 5                         | Columbia 37205 |
| 1947 | "Sugar Moon"                             | 1                         | Columbia 37313 |
| 1947 | "Bob Wills Boogie"                       | 4                         | Columbia 37357 |
| 1948 | "Bubbles in My Beer"                     | 4                         | MGM 10116      |
| 1948 | "Keeper of My Heart"                     | 8                         | MGM 10175      |
| 1948 | "Texarkana Baby"                         | 15                        | Columbia 38179 |
| 1948 | "Thorn in My Heart"                      | 10                        | MGM 10236      |
| 1950 | "Ida Red Likes the Boogie"               | 10                        | MGM K10570     |
| 1950 | "Faded Love"                             | 8                         | MGM K10786     |
| 1960 | "Heart to Heart Talk" (med Tommy Duncan) | 5                         | Liberty 55260  |
| 1961 | "The Image of Me" (med Tommy Duncan)     | 26                        | Liberty 55264  |
| 1976 | "Ida Red" (återutgåva)                   | 99                        | Vocalion 05079 |